# Ruhengeri
Ruhengeri er en by i det nordlige Rwanda, med et indbyggertal (pr. 2002) på ca. 71.000. Byen er hovedstad i landets Musanze-distrikt. Byen ligger tæt ved den berømte rwandalesiske Volcanoes National Park.